# 美作総社宮

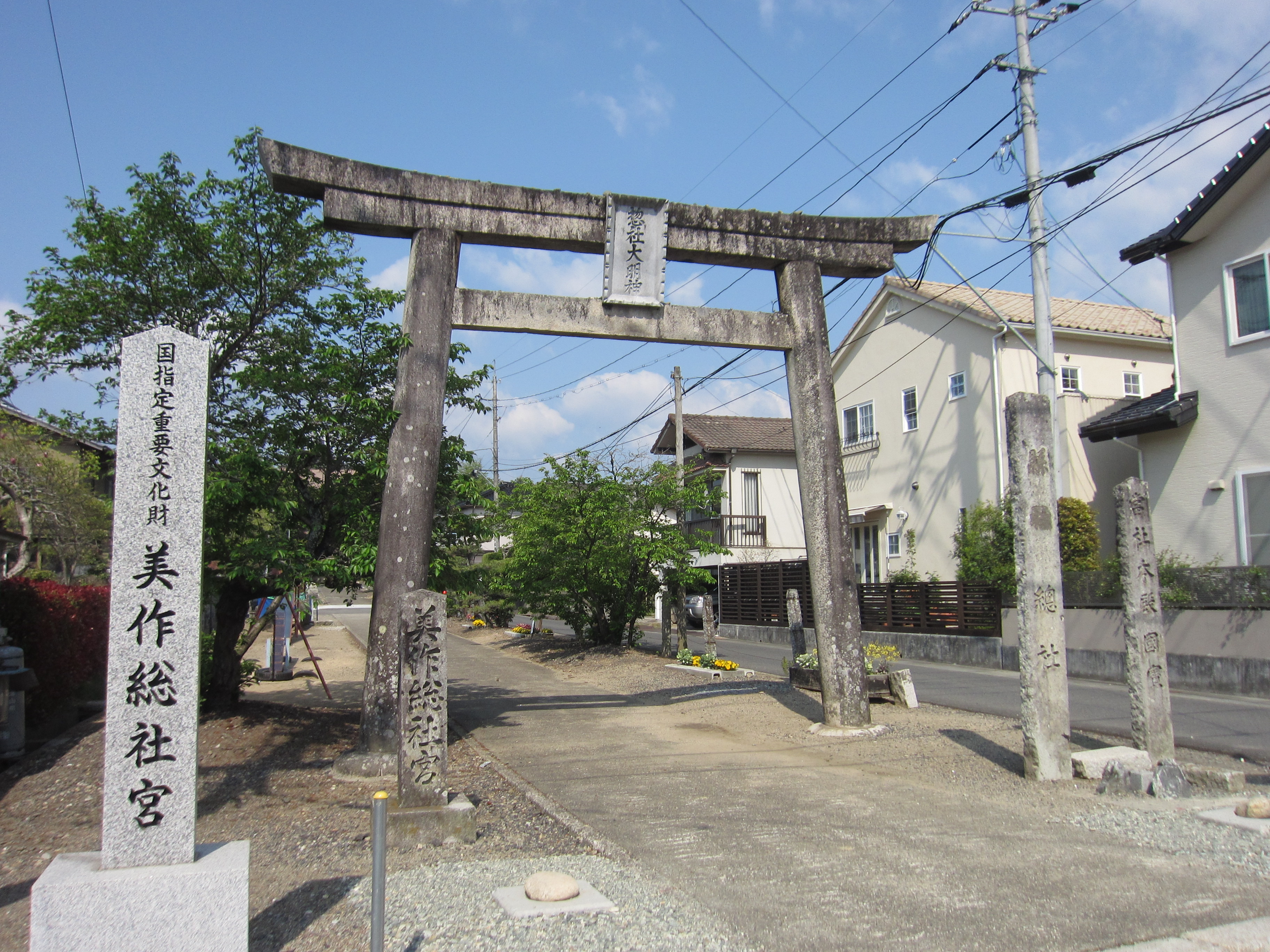
鳥居

美作総社宮（みまさかそうじゃぐう）は、岡山県津山市にある神社。正式名称は総社。美作国総社で、旧社格は県社。

## 祭神
主祭神
- 大己貴命 （おおなむちのみこと）

相殿神
- 鏡作命 （かがみつくりのみこと） - 中山神社（美作国一宮）祭神
- 鵜茅葺不合命 （うがやふきあえずのみこと） - 高野神社（美作国二宮）祭神
- 美作国内の神

## 歴史
古代、国司は各国内の全ての神社を一宮から順に巡拝していた。これを効率化するため、各国の国府近くに国内の神を合祀した総社を設け、まとめて祭祀を行うようになった。当社はそのうちの美作国の総社にあたる。
社伝によれば、欽明天皇25年（564年?）に現在地より約1km西にある本館（ほんだて）に大己貴命を祀ったのが始まりという。ただしその根拠は不明で、室町時代末期までの当社の沿革は明らかでない。
奈良時代初期の和銅6年（713年）に備前国北部6郡を分割し美作国が設けられ、和銅7年（714年）には国府が置かれたと伝える。その後、美作国司により現在の亀甲山に遷座するとともに、中山神社・高野神社など美作国65郷全てを合祀し美作国総社と定められたという。鎌倉時代に入り国府は廃れたが、当社は美作三大社の一社として崇敬されたと伝える。
確かな文献により当社の沿革が明らかとなるのは、永禄12年（1569年）、当地に進出してきた毛利元就により所領が安堵されて以降である。その後は領主からの崇敬は篤く、江戸時代には津山藩主の森氏・松平氏から社領の寄進も受けた。
明治維新後、近代社格制度において県社に列したほか、神饌幣帛料供進神社に指定された。

## 境内
- 本殿（重要文化財）

戦国時代の永禄5年（1562年）毛利元就が戦勝の記念として再建した。江戸時代前期の明暦3年（1657年）に津山藩主森長継により大改修が行われた。
この地方独自の中山造で、桁行三間・梁間三間・一重入母屋造・妻入、向拝一間・向唐破風造、こけら葺である。

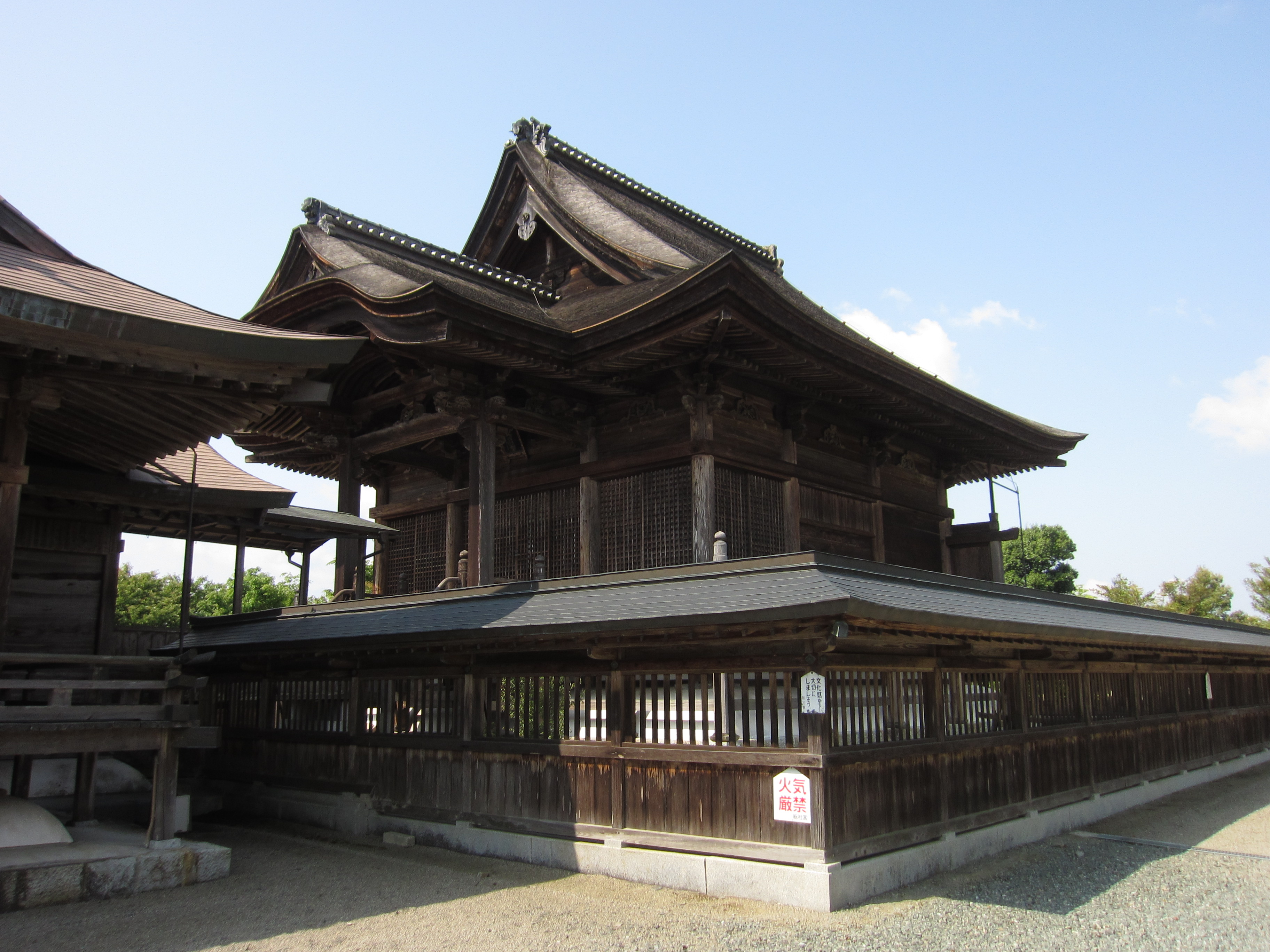
本殿（国の重要文化財）
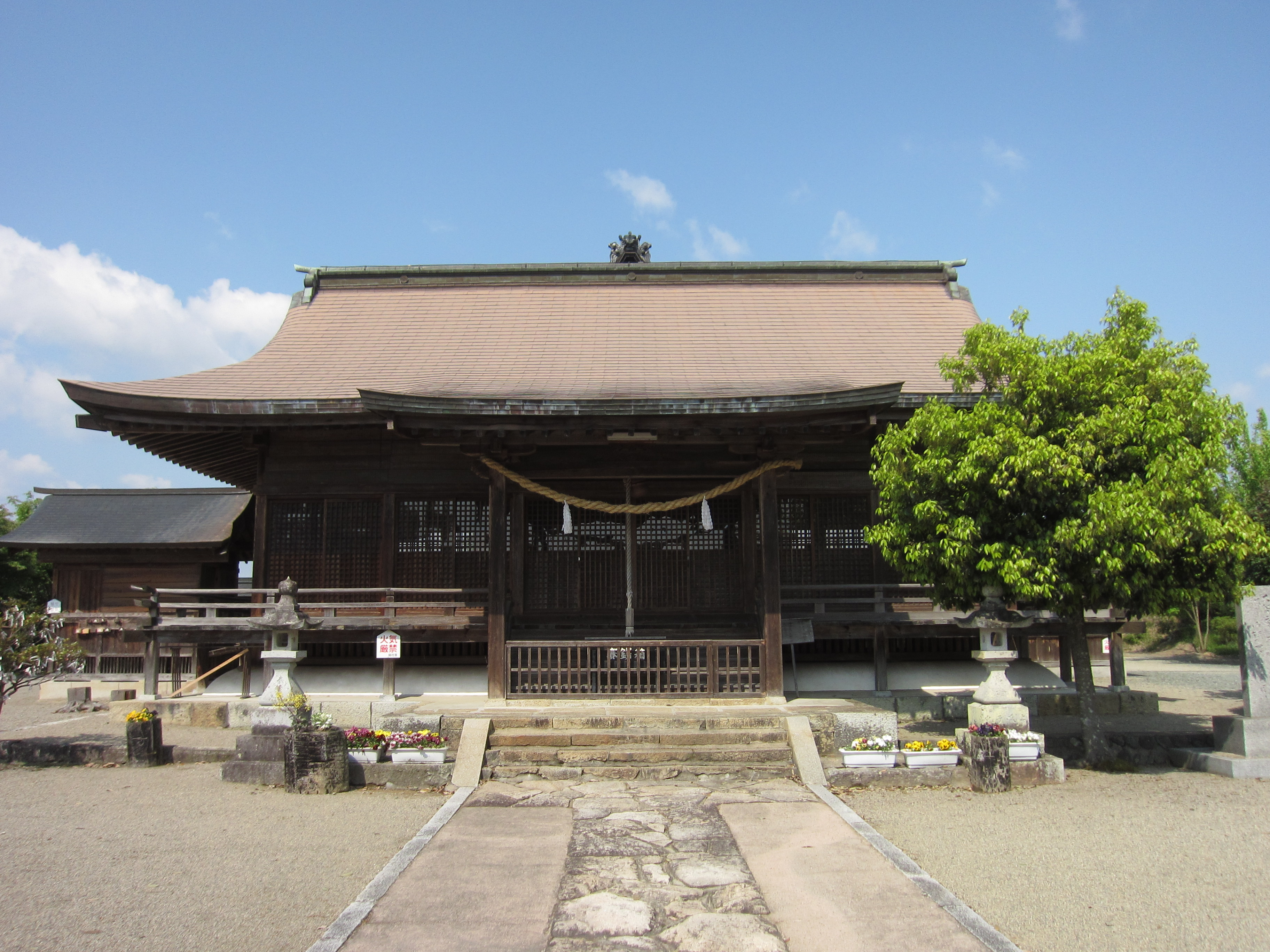
拝殿

## 摂末社

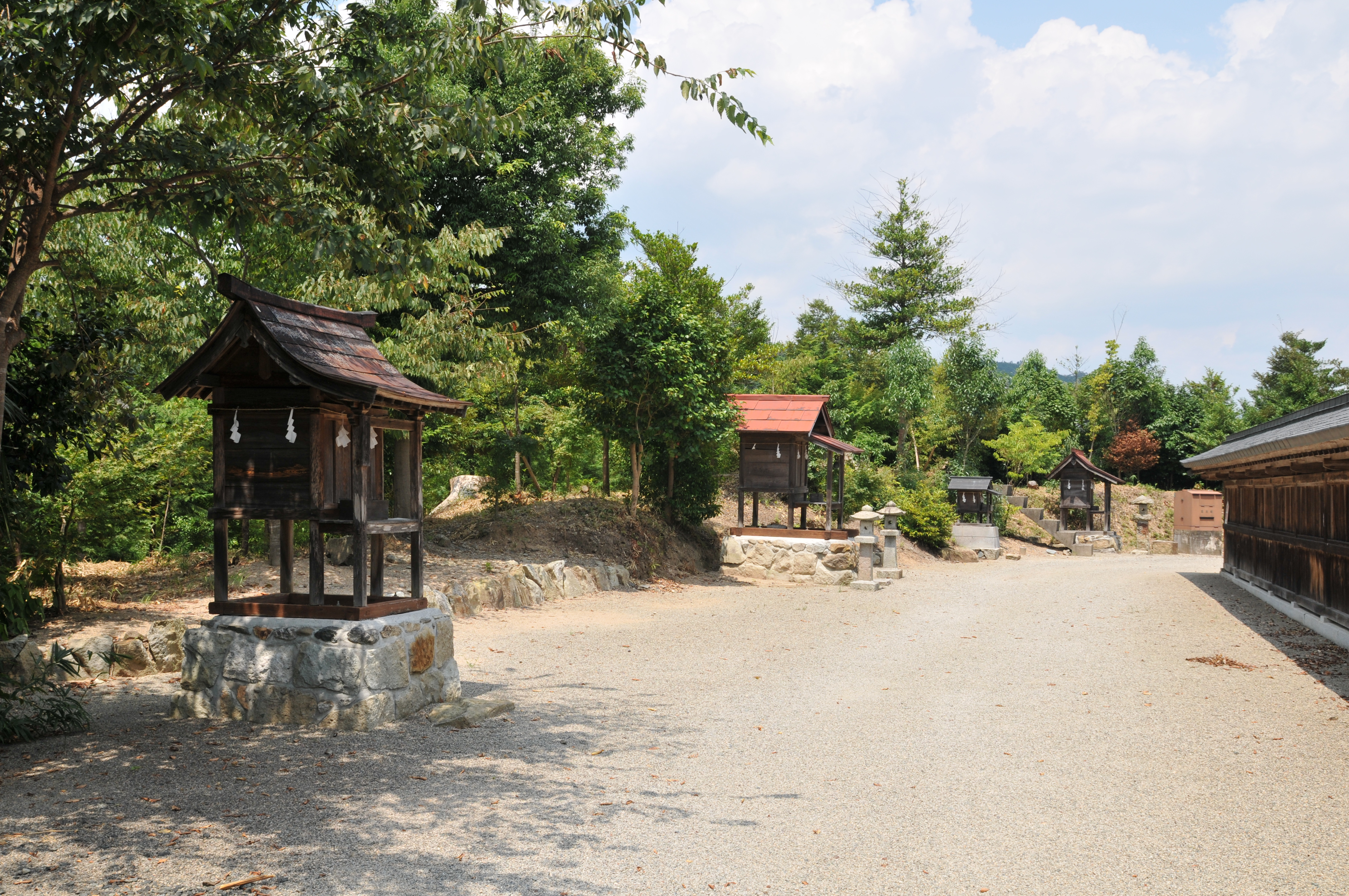
摂末社

- 天満神社
- 稲荷神社
- 南神社
- 御崎神社

## 祭事
- 春季例祭 （4月10日）
- 秋季例祭 （10月第2日曜日）
- 新嘗祭 （12月10日） - 特殊神事の湯立神事が行われる

## 文化財

### 重要文化財（国指定）
- 本殿 - 大正3年（1914年）4月17日、当時の古社寺保存法に基づき特別保護建造物（現行法の重要文化財に相当）に指定

## 現地情報
所在地
- 岡山県津山市総社427

周辺
- 国府台寺 - 美作国府跡の位置にあたる